# Les Derniers Survivants (film, 2016)
Pour les articles homonymes, voir Les Derniers Survivants.
Les Derniers Survivants est un film congolais produit par Bona Productions en 2013 et réalisé par Arnaud Toussaint.

## Synopsis
Deux frères, Jimmy et Kamango, tentent de survivre à une catastrophe planétaire. Des « choses » ont envahi le monde. Elles se nourrissent d'êtres vivants, y compris d'êtres humains. Les deux frères logent désormais dans l'appartement d'un ancien militaire, Kuter, toujours accompagné de son garde du corps. Alors que les deux frères rêvent de partir en direction du sud, une femme muette fait irruption dans leur vie…

## Distribution
- Lola Bonnard : la fille de Jimmy
- Tristan Bonnard : Jimmy enfant
- Loïc Brabant : le mafieux
- Angelique Friant : la femme de Jimmy
- Lucky Jacob : Kuter le cul-terreux
- Fabien Joubert : le séquestré
- Didier Lelong : Chico
- Marcel Mankita : Kamango
- Karim Moutaoukil : le militaire
- Fanny Roger : Anna
- Sandra Thomas : la femme de la colline
- Arnaud Toussaint : Jimmy

## Fiche technique
- Titre : Les Derniers Survivants
- Réalisation : Arnaud Toussaint
- Scénario : Arnaud Toussaint
- Format : 35 mm - DCP numérique
- Visa d'Exploitation : 139 975
- Production : 2013
- Genre : Drame fantastique
- Date de sortie :  France : 13 janvier 2016

## Production
Bonnat Banga est Congolais et est le producteur principal de Bona Productions. Les Derniers Survivants est le premier long-métrage congolais qui sort en salles en France et qui est entièrement produit par la République démocratique du Congo.
Arnaud Toussaint a déjà travaillé en tant que scénariste et acteur pour Bona Productions avec Implacable (court-métrage) et avec Le Piège à con en tant que réalisateur, scénariste et acteur. 
Dans la présélection du Festival de Cannes 2007 (60e édition), Le Piège à con a fini dans le Top Ten des films susceptibles d'entrer en compétition sur plus de 2000 productions francophones prétendant à la compétition officielle.
Ce film a été vendu à TV5 Monde dans le cadre de l'émission Sud côté court et a été diffusé à partir de mai l'année d'après sur 3 canaux : européen, africain et américain (6 diffusions au total).
Ce film a été dédié à Willy Toussaint (son père, décédé la même année) et à Sergio Leone (hommage à ce dernier aussi bien dans la construction scénique et les dialogues que dans la réalisation). Le deuxième film diffusé dans cette émission était un court-métrage avec Lambert Wilson et MC Solaar.
Arnaud Toussaint après ce court-métrage a donc signé son premier long-métrage avec Bona Productions.
Une première version du film Les Derniers Survivants (version de travail) a été diffusée au Marché du film à Cannes en 2009.
C'est pourquoi le film a commencé à entrer en production en 2008 et a commencé à être tourné la même année. Le film a été écrit par Arnaud Toussaint en 2007, cependant des modifications imposées par certains distributeurs sur le montage font que la date de production de la version définitive date de 2013.
La première version du film (version de travail), projeté au Marché du film à Cannes, durait 1h15 et ne sera sans doute jamais disponible (sauf peut-être en bonus DVD).
Dû à de nouvelles scènes tournées en 2010-2011 (via les projections tests), la seconde version (définitive) qui dure 1h21, a vu sa production se terminer l'année 2013.
L'étalonnage de la version définitive a notamment été effectué par Guillaume Faure (qui a étalonné des films comme Big City ou encore Dante 01 avec Dominique Pinon et Lambert Wilson et qui a également travaillé pour David Lynch).